# Campeonato Sudamericano de Baloncesto Junior de 1998
El Campeonato Sudamericano de Baloncesto Junior de 1998 corresponde a la III edición del Campeonato Sudamericano de Baloncesto Sub-17, fue organizado por FIBA Américas. Fue disputado en la ciudad de Jesús María, cabecera del departamento de Colón en la provincia de Córdoba, Argentina entre el 30 de mayo y el 5 de junio de 1998 y los 3 mejores clasifican al Fiba Americas Sub-18 a realizarse en 1998

## Primera fase

### Grupo A
|   | Equipo    | Pts | J | G | P | PF  | PC  | Dif |
| - | --------- | --- | - | - | - | --- | --- | --- |
| 1 | Argentina | 6   | 3 | 3 | 0 | 288 | 203 | +85 |
| 2 | Paraguay  | 4   | 3 | 1 | 2 | 223 | 254 | -31 |
| 3 | Uruguay   | 4   | 3 | 1 | 2 | 242 | 268 | -26 |
| 4 | Colombia  | 4   | 3 | 1 | 2 | 247 | 275 | -28 |

| 30 de mayo, 14:00          | Uruguay                    | 80 - 92                    | Colombia    |  |
| Reporte                    |                            |                            |             |  |
| Parciales: 38-42, 42-50, - | Parciales: 38-42, 42-50, - | Parciales: 38-42, 42-50, - | Jesus Maria |  |

| 30 de mayo, 20:00             | Argentina                     | 87 - 53                       | Paraguay    |  |
| Reporte                       |                               |                               |             |  |
| Parciales: 44-24, 43-29, -, - | Parciales: 44-24, 43-29, -, - | Parciales: 44-24, 43-29, -, - | Jesus Maria |  |

| 31 de mayo, 14:00             | Paraguay                      | 78 - 85                       | Uruguay     |  |
| Reporte                       |                               |                               |             |  |
| Parciales: 34-31, 44-54, -, - | Parciales: 34-31, 44-54, -, - | Parciales: 34-31, 44-54, -, - | Jesus Maria |  |

| 31 de mayo, 14:00          | Colombia                   | 73 - 103                   | Argentina   |  |
| Reporte                    |                            |                            |             |  |
| Parciales: 39-53, 34-50, - | Parciales: 39-53, 34-50, - | Parciales: 39-53, 34-50, - | Jesus Maria |  |

| 1 de junio, 20:00             | Colombia                      | 82 - 92                       | Paraguay    |  |
| Reporte                       |                               |                               |             |  |
| Parciales: 41-38, 41-54, -, - | Parciales: 41-38, 41-54, -, - | Parciales: 41-38, 41-54, -, - | Jesus Maria |  |

| 1 de junio, 14:00             | Argentina                     | 98 - 77                       | Uruguay     |  |
| Reporte                       |                               |                               |             |  |
| Parciales: 52-31, 46-46, -, - | Parciales: 52-31, 46-46, -, - | Parciales: 52-31, 46-46, -, - | Jesus Maria |  |

### Grupo B
|   | Equipo    | Pts | J | G | P | PF  | PC  | Dif  |
| - | --------- | --- | - | - | - | --- | --- | ---- |
| 1 | Brasil    | 6   | 3 | 3 | 0 | 354 | 208 | +146 |
| 2 | Venezuela | 5   | 3 | 2 | 1 | 281 | 215 | +66  |
| 3 | Bolivia   | 4   | 3 | 1 | 2 | 219 | 307 | -88  |
| 4 | Chile     | 3   | 3 | 0 | 3 | 193 | 317 | -124 |

| 30 de mayo, 14:00          | Bolivia                    | 64 - 133                   | Brasil      |  |
| Reporte                    |                            |                            |             |  |
| Parciales: 42-71, 22-62, - | Parciales: 42-71, 22-62, - | Parciales: 42-71, 22-62, - | Jesus Maria |  |

| 30 de mayo, 20:00             | Chile                         | 57 - 99                       | Venezuela   |  |
| Reporte                       |                               |                               |             |  |
| Parciales: 28-41, 29-58, -, - | Parciales: 28-41, 29-58, -, - | Parciales: 28-41, 29-58, -, - | Jesus Maria |  |

| 31 de mayo, 14:00             | Venezuela                     | 97 - 63                       | Bolivia     |  |
| Reporte                       |                               |                               |             |  |
| Parciales: 42-31, 55-32, -, - | Parciales: 42-31, 55-32, -, - | Parciales: 42-31, 55-32, -, - | Jesus Maria |  |

| 31 de mayo, 14:00          | Brasil                     | 126 - 59                   | Chile       |  |
| Reporte                    |                            |                            |             |  |
| Parciales: 60-25, 66-34, - | Parciales: 60-25, 66-34, - | Parciales: 60-25, 66-34, - | Jesus Maria |  |

| 1 de junio, 20:00             | Bolivia                       | 92 - 77                       | Chile       |  |
| Reporte                       |                               |                               |             |  |
| Parciales: 42-45, 50-32, -, - | Parciales: 42-45, 50-32, -, - | Parciales: 42-45, 50-32, -, - | Jesus Maria |  |

| 1 de junio, 14:00             | Brasil                        | 95 - 85                       | Venezuela   |  |
| Reporte                       |                               |                               |             |  |
| Parciales: 59-41, 36-44, -, - | Parciales: 59-41, 36-44, -, - | Parciales: 59-41, 36-44, -, - | Jesus Maria |  |

### Partido por el 7 lugar
| 2 de junio, 18:00       | Uruguay                 | 86 - 83                 | Chile       |  |
| Reporte                 |                         |                         |             |  |
| Parciales: 47-45, 39-38 | Parciales: 47-45, 39-38 | Parciales: 47-45, 39-38 | Jesus Maria |  |

### Partido por el 5 lugar
| 2 de junio, 18:00       | Colombia                | 77 - 67                 | Bolivia     |  |
| Reporte                 |                         |                         |             |  |
| Parciales: 36-35, 41-32 | Parciales: 36-35, 41-32 | Parciales: 36-35, 41-32 | Jesus Maria |  |

## Fase final

### Semifinal
| 3 de junio, 18:00       | Brasil                  | 101 - 66                | Paraguay    |  |
| Reporte                 |                         |                         |             |  |
| Parciales: 40-40, 61-26 | Parciales: 40-40, 61-26 | Parciales: 40-40, 61-26 | Jesus Maria |  |

| 3 de junio, 20:00       | Argentina               | 86 - 61                 | Venezuela   |  |
| Reporte                 |                         |                         |             |  |
| Parciales: 48-38, 38-23 | Parciales: 48-38, 38-23 | Parciales: 48-38, 38-23 | Jesus Maria |  |

### Partido por el 3 lugar
| 4 de junio, 18:00       | Paraguay                | 79 - 97                 | Venezuela   |  |
| Reporte                 |                         |                         |             |  |
| Parciales: 33-53, 46-44 | Parciales: 33-53, 46-44 | Parciales: 33-53, 46-44 | Jesus Maria |  |

### Final
| 5 de junio, 18:00       | Argentina               | 77 - 78                 | Brasil      |  |
| Reporte                 |                         |                         |             |  |
| Parciales: 39-43, 38-35 | Parciales: 39-43, 38-35 | Parciales: 39-43, 38-35 | Jesus Maria |  |

| Brasil         |
| Campeón Brasil |
| Primer Título  |

## Clasificación
| Posición | Equipo    |
| -------- | --------- |
| 1        | Brasil    |
| 2        | Argentina |
| 3        | Venezuela |
| 4        | Paraguay  |
| 5        | Colombia  |
| 6        | Bolivia   |
| 7        | Uruguay   |
| 8        | Chile     |

## Clasificados al FIBA Américas Sub-18 1998
| Bandera de Brasil | Bandera de Argentina | Bandera de Venezuela |
| Brasil            | Argentina            | Venezuela            |
| ----------------- | -------------------- | -------------------- |